# Ianire Estébanez
Ianire Estébanez Castaño (Santurce, 1979) es psicóloga, ciberactivista y bloguera feminista. Experta en prevención de violencia de género entre jóvenes.

## Trayectoria
Ianire Estébanez nació en Santurce en 1979. Cursó estudios de Psicología en San Sebastián en la Universidad del País Vasco y al realizar el Máster de Intervención en violencia contra las mujeres (Universidad de Deusto) profundizó en las aportaciones del feminismo.

### Líneas de investigación
En su tesis (2007) investigó en torno a la violencia contra las mujeres jóvenes, especialmente en la violencia psicológica dentro del noviazgo.
Investiga y trabaja sobre el impacto de la violencia de género y del amor romántico en las relaciones de la juventud a través de las redes sociales o ciberviolencias.
Estébanez habla de tres tipos de nuevas violencias: la violencia de control, el ciberacoso sexual y el ciberacoso sexista.

### Formadora y asesora
Colabora con entidades, universidades y administraciones educativas, participa en jornadas y hace formación de profesorado, jóvenes y familias. Desde 2013 atiende consulta como psicóloga en Bilbao.

## Publicaciones
- Itziar Cantera, Ianire Estébanez y Norma Vázquez. Informe completo "Violencia contra las mujeres jóvenes: la violencia psicológica en las relaciones de noviazgo." (2009) - Resumen
- Documento "Diagnóstico de la percepción y opiniones sobre la violencia sexista de la juventud de los municipios de Ondarroa y Markina Xemein." (Sortzen, 2010)
- AGRESIONES SEXUALES Cómo se viven, cómo se entienden y cómo se atienden Estudio cualitativo exploratorio realizado en la Comunidad Autónoma de Euskadi (Sortzen, 2011)
- Manual para prevenir la violencia de género en los centros escolares (Norma Vázquez y Ianire Estébanez, 2016)
- #yonocompartoviolencia La ciberviolencia hacia las adolescentes en las redes sociales. Guía didáctica (2018)